# Hàm chỉ thị

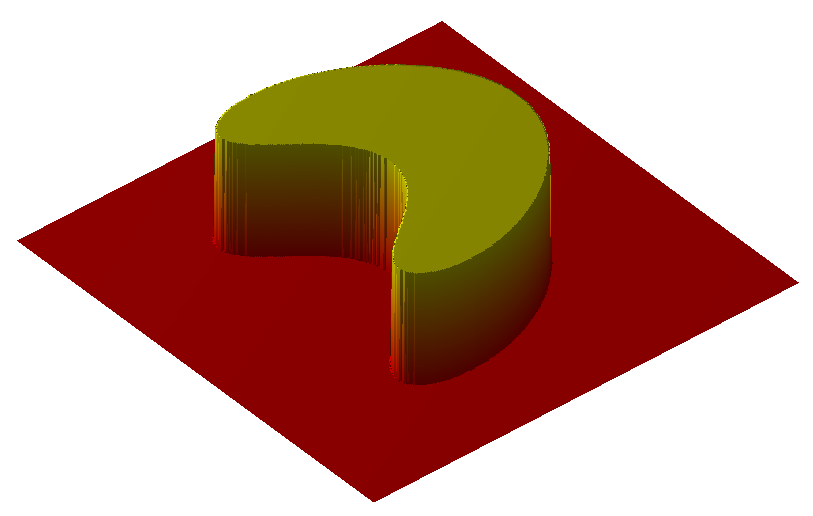
Một hàm chỉ thị.

Trong toán học, hàm chỉ thị hoặc hàm đặc trưng là hàm được xác định trên tập X biểu thị tư cách thành viên của một phần tử đối với một tập con A của X, có giá trị 1 cho tất cả các phần tử của A và giá trị 0 cho tất cả các phần tử của X không nằm trong A. Nó thường được biểu thị bằng ký hiệu 1 hoặc I, với một chỉ mục con chỉ định tập hợp con.

## Định nghĩa
Hàm chỉ thị của tập con A của tập X là hàm
{\displaystyle \mathbf {1} _{A}\colon X\to \{0,1\}}
xác định bởi
{\displaystyle \mathbf {1} _{A}(x):={\begin{cases}1&{\text{nếu  }}x\in A,\\0&{\text{nếu }}x\notin A.\end{cases}}}
Hàm chỉ thị {\displaystyle \mathbf {1} _{A}} đôi khi được ký hiệu là {\displaystyle I_{A}}, {\displaystyle \chi _{A}}, K A hoặc thậm chí {\displaystyle A}. (chữ cái Hy Lạp {\displaystyle \chi } là chữ cái đầu tiên của từ Hy Lạp χαρακτήρ, là một từ Hy Lạp (cổ) nghĩa là đặc tính.)

## Đạo hàm của hàm chỉ thị
Một hàm chỉ thị nổi tiếng là hàm bước Heaviside. Hàm bước Heaviside H(x) là hàm chỉ thị của nửa đường thẳng thực dương một chiều, tức là miền {\displaystyle [0,\infty )}. Đạo hàm phân phối (lưu ý rằng hàm Heaviside không khả vi theo nghĩa thông thường) của hàm bước Heaviside bằng với hàm delta Dirac, nghĩa là
{\displaystyle \delta (x)={\tfrac {dH(x)}{dx}},}
với tính chất
{\displaystyle \int _{-\infty }^{\infty }f(x)\,\delta (x)dx=f(0).}